# Борика (Софийска област)
Вижте пояснителната страница за други значения на Борика.
Борѝка е село в Западна България. То се намира в община Ихтиман, Софийска област.

## География
Село Борика се намира в планински район. Мястото е спокойно и тихо, подходящо е за отдих и почивка.

## История
Турското име на селото е Чамджас, от чам (турска дума за бор). Според легенда името на селото преди османското владичество е било Богика т.е. благословено от бога място.

## Забележителности
В селото се намира параклисът „Света Петка“, построен на мястото на по-стар параклис. Особеното в стенописите на параклиса е, че Исус е изобразен като дете и няма разпятия.
През 2016 г. в селото е отворена частна Ботаническа градина „Борика“. Тя е достъпна за посетители от средата на април до края на октомври. В нея могат да се видят над 300 вида растения.

## Галерия
- Стара къща
- Гледка от селото
- Табелата на входа на Борика
- Улица в село Борика
- Параклис „Св. Петка“
- Параклис „Св. Петка“
- Камбанарията в Борика